# Condictio ob causam finitam
Die condictio ob causam finitam oder condictio causa finita ist eine Variante der Leistungskondiktion aus dem Bereicherungsrecht. Sie ist in Deutschland in § 812 Abs. 1 Satz 2 Alt. 1 BGB, in Österreich in § 1435 ABGB und in der Schweiz in Art. 62 Abs. 2 3. Hyp. OR geregelt.
Die condictio ob causam finitam setzt voraus, dass ursprünglich ein Rechtsgrund bestanden hat, der später aber weggefallen ist. Die Leistung ergeht somit aus einem Rechtsgrund, der im Nachhinein unwirksam ist. Als Beispiel kann eine vollzogene Schenkung dienen, die zu einem späteren Zeitpunkt widerrufen wurde. Von der condictio sine causa unterscheidet sich die condictio ob causam finitam insoweit, als bei dieser ein Rechtsgrund nie bestanden hat, sei es, dass ein solcher von Anfang an nichtig war, sei es, dass er später bereits mit Wirkung für die Vergangenheit (ex tunc) weggefallen ist. Diese Unterscheidung ist vor allem im österreichischen Sachenrecht von Bedeutung: Kauft jemand eine Sache und der Kaufvertrag wird nachträglich mit ex tunc-Wirkung aufgelöst (als hätte es den Vertrag nie gegeben), so wird der Käufer nie Eigentümer der Sache. Dies hat zur Folge, dass ein potentieller neuer Käufer Eigentum an ihr originär und nicht lediglich derivativ erwirbt. Wurde der Vertrag hingegen nachträglich, und mit ex nunc-Wirkung, aufgelöst, so konnte der neue Käufer, sofern der Kauf vor der Vertragsauflösung stattgefunden hat, Eigentum an der Sache lediglich derivativ erwerben.
Die condictio ob causam finitam hatte bereits im römischen Recht Bedeutung. Weitere Leistungskondiktionen waren die condictio ob rem, die condictio ob turpem vel iniustam causam und die condictio indebiti. Die im deutschen Recht bekannten Eingriffskondiktionen waren im römischen Recht hingegen nicht anerkannt.